# (764) Gedania
(764) Gedania ist ein Asteroid des Hauptgürtels, der am 26. September 1913 vom deutschen Astronomen Franz Kaiser in Heidelberg entdeckt wurde.
Der Name des Asteroiden entspricht einem früher gebräuchlichen lateinischen Namen der Stadt Danzig (Dantiscum war der andere).